# Nervus medianus
Der Nervus medianus („Mittelarmnerv“, auch Mediannerv genannt) ist ein Nerv des peripheren Nervensystems. Er entsteht aus dem Plexus brachialis. Demnach hat er − aufgrund des Faseraustauschs innerhalb des Plexus brachialis − Ursprünge, die, mit Artunterschieden bei den einzelnen Säugetieren, vom 5. Hals- bis 2. Brustsegment (beim Menschen bis 1. Brustsegment) des Rückenmarks (C5–Th2 oder Th1) reichen. Er bezieht dabei Nervenfasern über den Fasciculus lateralis und den Fasciculus medialis.
Er verläuft aus der Achselhöhle über die Innenseite des Oberarms und zieht dann unter dem Musculus pronator teres hindurch auf die Handflächenseite des Unterarms. Bei Katzen (Felidae) passiert er zuvor das dieser Familie eigene Foramen supracondylare des Humerus.

Sensibilitätsbereich von:
Nervus medianus (hellgrün)
Nervus ulnaris (blau)
Nervus radialis (rosa)

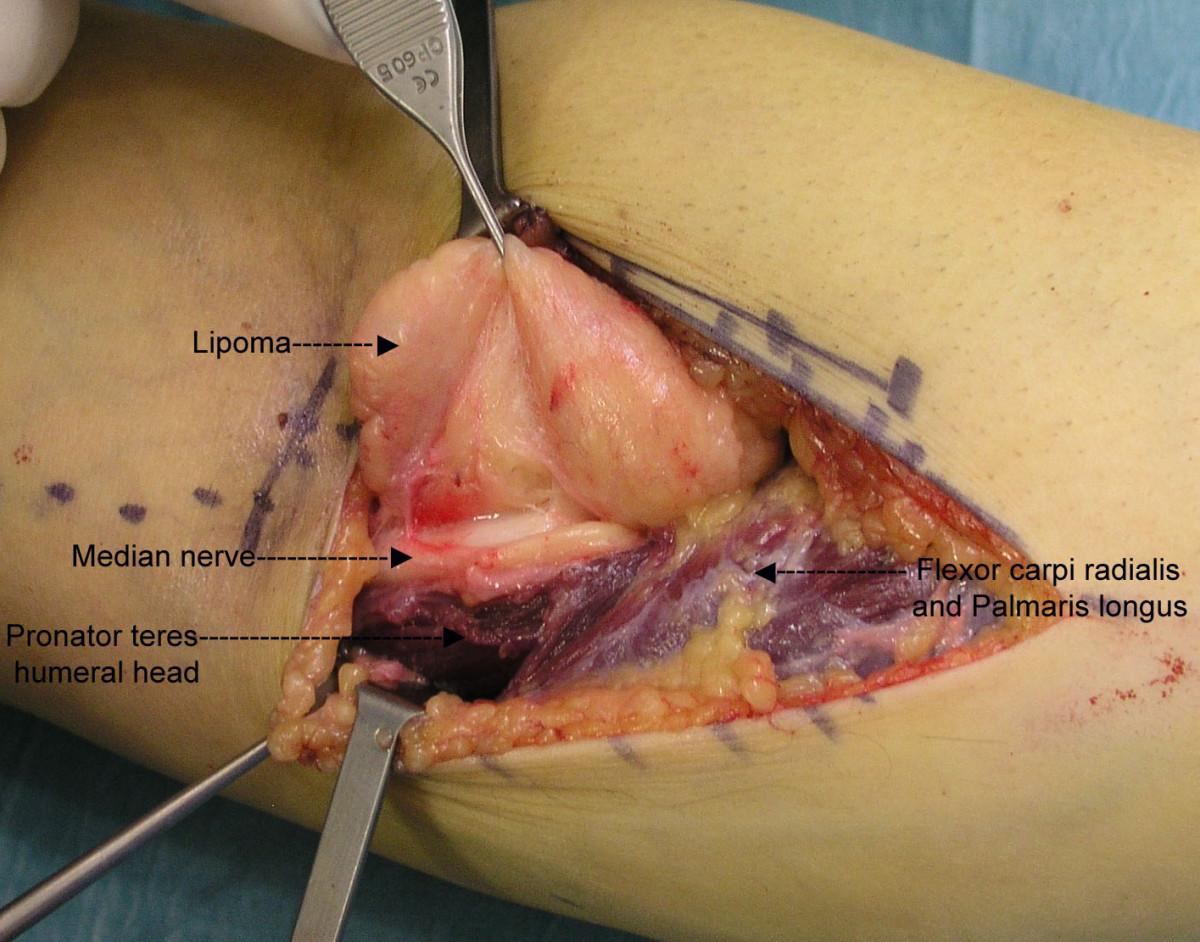
Der Nervus medianus (als engl. Median nerve gekennzeichnet) während der Resektion eines Lipoms im Bereich des Unterarms.

Der Nervus medianus innerviert motorisch die Mehrheit der Beugemuskeln am Unterarm:
- Musculus flexor carpi radialis
- Musculus palmaris longus (nur Mensch)
- Musculus flexor digitorum superficialis (bei Huftieren vom Nervus ulnaris innerviert)
- Musculus flexor digitorum profundus (außer Caput ulnare)
- Musculus flexor pollicis longus (nur Mensch)
- Musculus pronator teres
- Musculus pronator quadratus
- Musculus abductor pollicis brevis
- Musculus flexor pollicis brevis (nur Caput superficiale)
- Musculus opponens pollicis
- Musculi lumbricales I und II

Durch den Karpaltunnel zieht der Nerv auf die Handinnenfläche. Dort innerviert er einige der kurzen Fingermuskeln. Außerdem ist der Nervus medianus beim Menschen für die sensible Innervation der Handfläche vom Daumen bis zur Innenseite des Ringfingers zuständig. 
Beim Pferd bildet der Nervus medianus die beiden Palmarnerven (Nervus palmaris lateralis und medialis) und ist damit für die gesamte sensible Innervation des Vorderfußes zuständig, wobei die Außenseite auch vom Nervus ulnaris mitversorgt wird. Diese beiden Palmarnerven werden bei chronischer Entzündung der Hufrolle (Podotrochlose) manchmal operativ entfernt (neurektomiert). In vereinzelten Fällen kann es einen Übergang vom Nervus medianus zu dem Nervus ulnaris geben, dies nennt man Berrettini-Verbindung.

## Erkrankungen
Bei einer Lähmung des Nervus medianus ist die Pronation und Beugung der Hand stark eingeschränkt. Beim Menschen können die ersten drei Finger nicht mehr gebeugt werden, der Daumen ist zum Handrücken hin gebogen („Affenhand“). Beim Versuch der Fingerbeugung entsteht eine sogenannte „Schwurhand“. Dabei ist der Zeigefinger gestreckt, der Mittelfinger leicht gebeugt, während Ring- und kleiner Finger gebeugt sind (deren tiefe Beugemuskeln vom Nervus ulnaris innerviert sind). Außerdem sind die Schmerz-, Tast- und Temperaturempfindung der beiden daumenseitigen Handdrittel eingeschränkt.

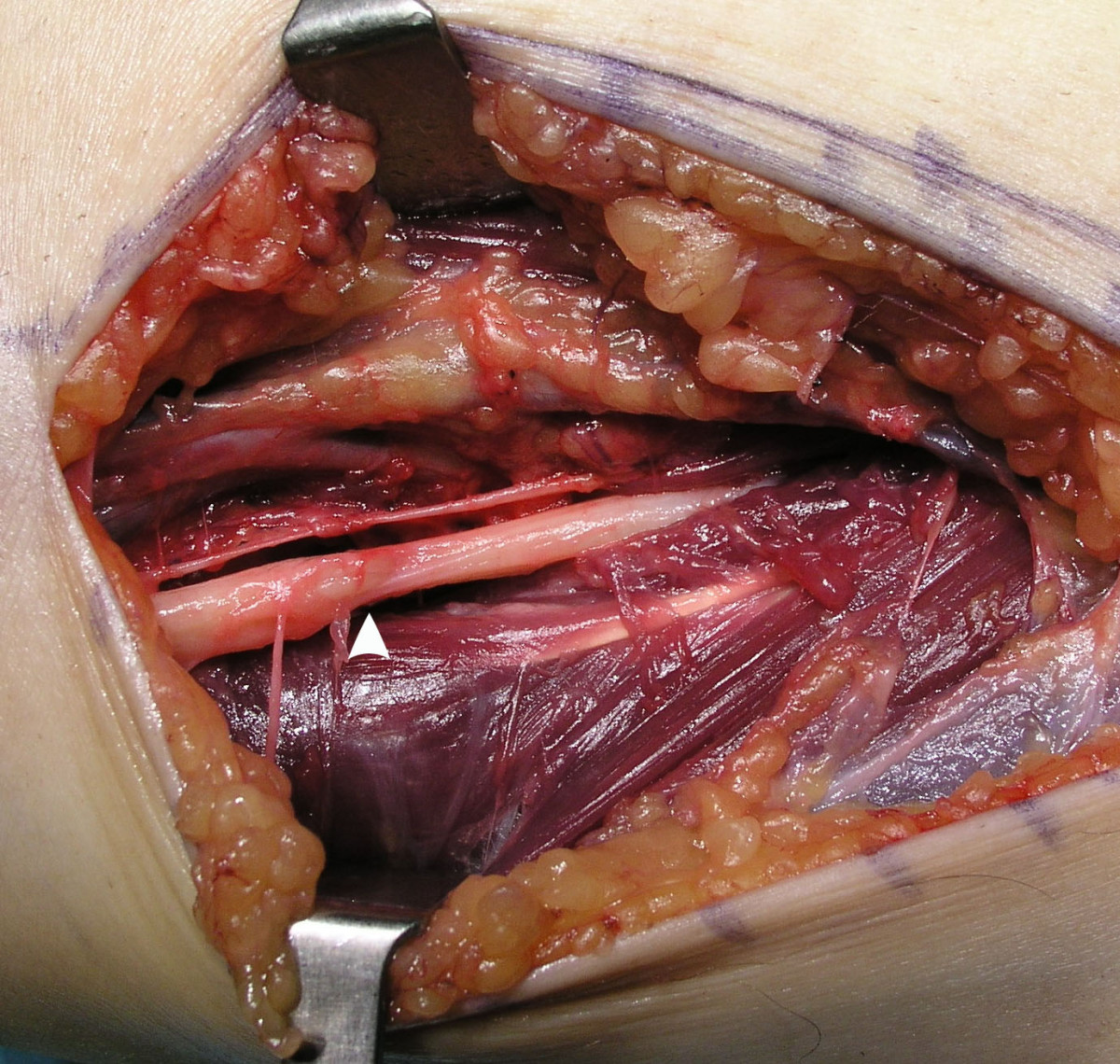
Der deformierte Nervus medianus nach der Entfernung eines Lipoms (mit einem weißen Pfeil gekennzeichnet)

Häufiger sind Schäden im handgelenksnahen Bereich infolge eines Karpaltunnelsyndroms oder durch Schnittverletzungen (Suizidversuch), da der Nerv unmittelbar oberhalb des Handgelenks relativ oberflächlich liegt. Dann steht der Verlust der Sensibilität im Vordergrund, da die Unterarmmuskeln nicht betroffen sind. Beim Karpaltunnelsyndrom sind zudem neuralgische Schmerzen häufig.
Bei Tieren ist eine Medianuslähmung eher selten und führt zu einer Überstreckung der Vorderzehengelenke („Durchtrittigkeit“).
Weitere mit dem Nervus medianus assoziierte Krankheitsbilder sind das Pronator-teres-Syndrom (Läsion des Nervus medianus beim Durchtritt durch den M. pronator teres am Unterarm – durch forcierte Pro- und Supinationsbewegungen des Unterarms, Kompression durch Lacertus fibrosus oder Sehne des M. flexor digitorum superficialis) und das Interosseus-anterior-Syndrom (auch als Kiloh-Nevin-Syndrom bezeichnet, vor allem durch Frakturen verursacht).